# Aganope thyrsiflora
Aganope thyrsiflora (лат.) — вид фанерогамных растений рода Aganope семейства Бобовых, произрастающий вдоль горных ручьев. Естественный ареал — Азия и Папуа-Новая Гвинея.

## Ботаническое описание

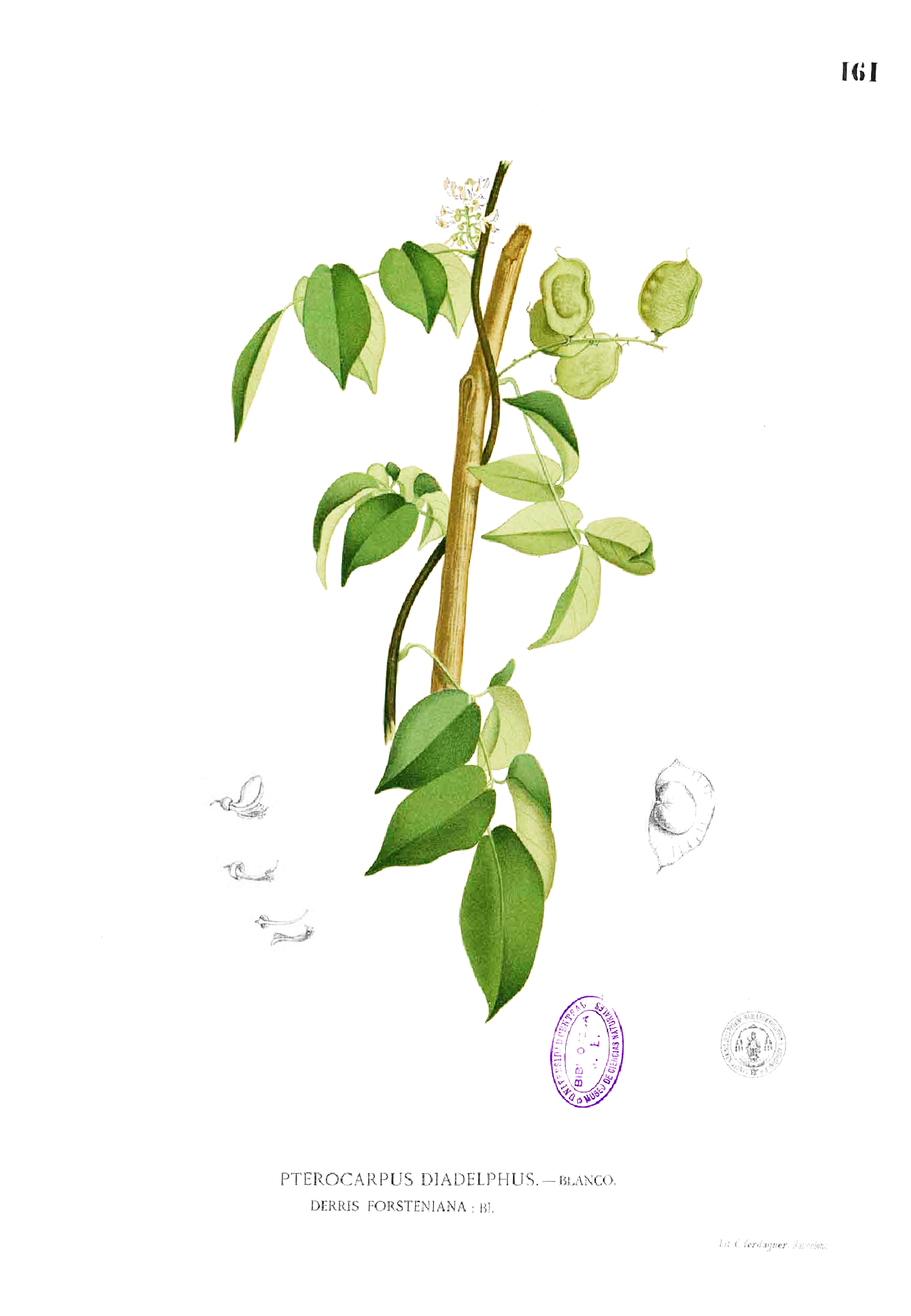
Aganope thyrsiflora. Иллюстрация из Flora de Filipinas

Лианы или кустарники. Ветви голые или очень редко волосистые, многочисленные, восходящие или раскидистые. Листья 5-9-цветковые; рахис 30-45 см, включая черешок 8-14 см; листовые пластины от продолговатых до продолговато-ланцетных, 10-15 x 3,5-7 см, субкоричневые, обе поверхности, вторичные жилки голые по 5-7 с каждой стороны от средней жилки, основание округлое, вершина коротко заострённая иногда тупая. Псевдопаникулы пазушные или терминальные, узкопирамидальные, 12-35 см, компактные, коричневые или красновато-волосистые; Очень короткий цветонос. Цветки 8 мм. Чашечка колокольчатая, 3 мм, очень редко волосистая, верхушка усечённая или тёмно-дельтовидно-зубчатая. Венчик от беловатого до пурпурно-красного цвета, 8-10 мм. Плоды — бобы, 5-10 × 2,5-3 (-4) см, с видимыми сетчатыми жилками; оба шва с широким ободком 3-8 мм. Семена: 1-3 на бобовое зерно, продолговато-лучистые. Период цветения: май-июнь, плодоношение: август-ноябрь.

## Распространение и экология
Произрастают вдоль горных ручьев на низких высотах, но иногда достигают высоты 2000 м в Юньнани, Гуандуне, Гуанси, Индии, Индонезии, Лаосе, Малайзии, Мьянме, Папуа-Новой Гвинее, Филиппинах, Таиланде, Вьетнаме; островах Тихого океана.

## Таксономия
Aganope thyrsiflora была впервые описана Джорджем Бентамом, но данные опубликованы Роджером Полхиллом в 1971 году.